# Воронежская губерния
Воро́нежская губе́рния — две административно-территориальных единицы. Губернский город — Воронеж.
Первая Воронежская губерния существовала с 1725 по 1779 год в Российской империи.
Вторая Воронежская губерния существовала с 1796 по 1928 год в Российской империи, Российской республике и в РСФСР.

## Первая Воронежская губерния (1725—1779)

### История
Воронежская губерния была образована в апреле 1725 года, в результате переименования Азовской губернии. После смерти Петра Великого необходимости держаться за прежнее, официальное название губернии – Азовская – уже не было, поэтому в апреле 1725 г. окончательно закрепляется название - Воронежская губерния. Она упоминается в именном указе Екатерины I новоназначенному губернатору Г. П. Чернышеву от 4 апреля 1725 г. и в инструкции ему из Сената от 22 апреля 1725 г. Официального указа о переименовании губернии не существует. В момент образования первая Воронежская губерния занимала очень большую территорию: от Елатьмы на севере до Азовского моря на юге и от Купянска на западе до Инсара на востоке. В её состав входили 5 провинций Российской империи: Бахмутская, Воронежская, Елецкая, Тамбовская и Шацкая.
На территории Бахмутской провинции Воронежской губернии находилась в то время и не имеющая определённых границ Земля Донских казаков, а также в 1753—1764 годах существовала автономная область западных военных переселенцев — Славяносербия.
В 1765 году территория первой Воронежской губернии резко сократилась, уменьшившись примерно пополам. Вся южная половина губернии была отделена и передана в другие вновь созданные административные единицы. Юго-западная часть губернии была передана в сформированную на базе Слободских казачьих полков Слободско-Украинскую губернию, а Бахмутская провинция затем была разделена между Слободско-Украинской и Новороссийской губерниями и выделенной на некоторое время и не имеющей определённых границ Землёй Донских казаков.
В 1779 году, в ходе новой административной реформы Екатерины II, губернии преобразовывались в наместничества, и остаток территории первой Воронежской губернии был уменьшен ещё раз примерно пополам. Северо-восточная часть первой Воронежской губернии с городом Тамбов была отделена и переименована в Тамбовское наместничество, а оставшаяся юго-западная часть со столицей в городе Воронеже была переименована в Воронежское наместничество.

### Население

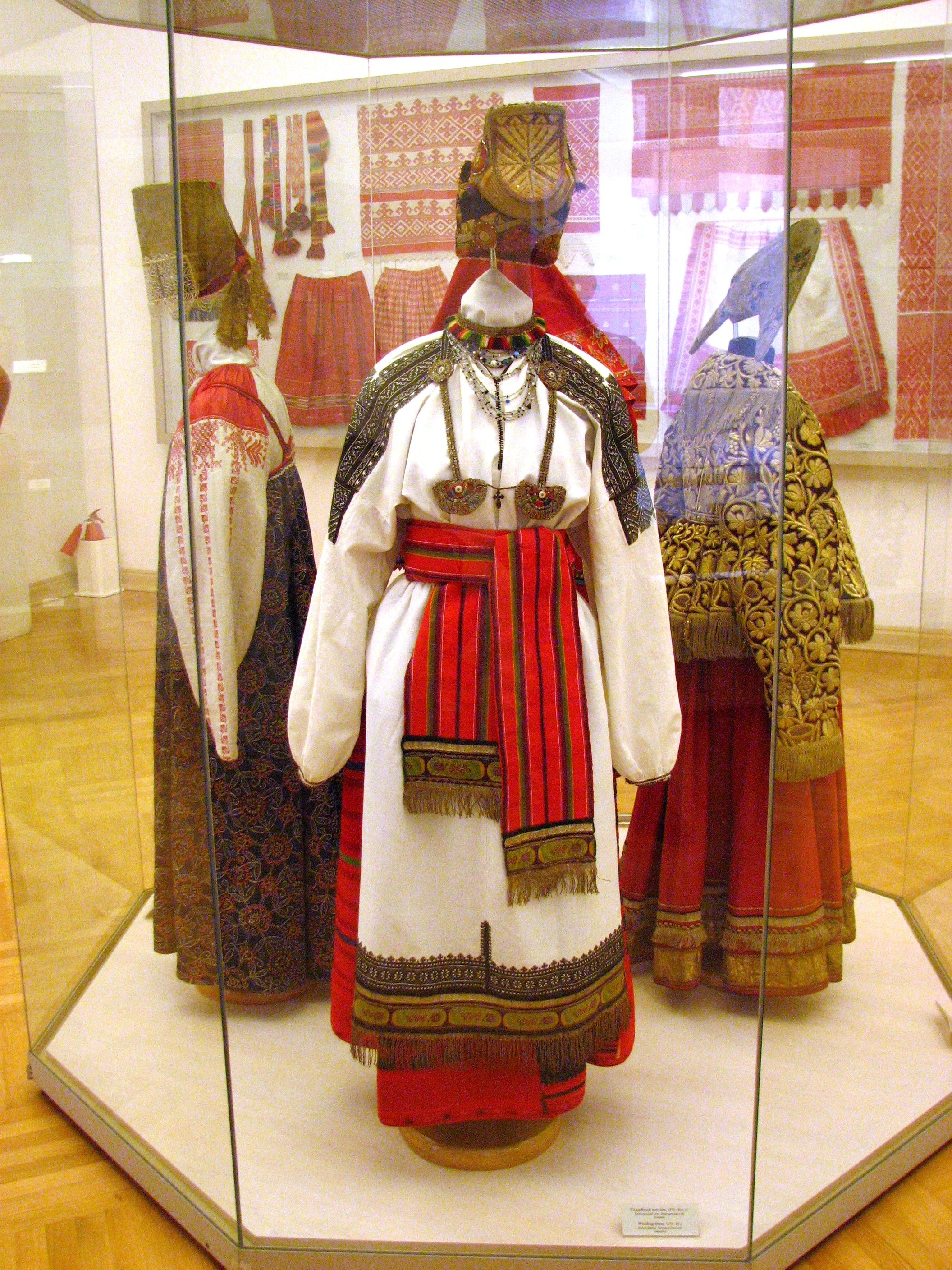
Повседневный женский костюм Воронежской губернии

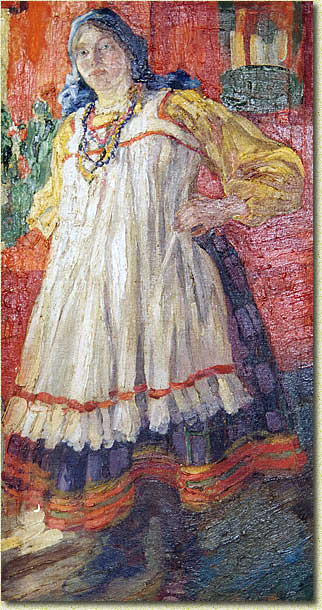
П. И. Субботин-Пермяк. Воронежская баба. 1912.

| Год  | Население, чел. | В том числе городское, чел. |
| ---- | --------------- | --------------------------- |
| 1766 | 832 700         |                             |

## Воронежское наместничество (1779—1796)
В 1779 году, в ходе преобразования губерний Российской империи в наместничества, провинции Российской империи упразднялись, и вновь созданное Воронежское наместничество было поделено на 15 уездов: Беловодский, Бирюченский, Бобровский, Богучарский, Валуйский, Воронежский, Задонский, Землянский, Калитвянский, Коротоякский, Купенский, Ливенский, Нижнедевицкий, Острогожский, Павловский.
В 1781 году Екатерина II изменила исторический герб центра — города Воронежа, а вместе с ним и герб самого наместничества.
В 1782 году из Тамбовского наместничества в Воронежское был передан Гваздынский уезд.
В 1796 году Воронежское наместничество было преобразовано во вторую Воронежскую губернию, при этом Гваздынский уезд был упразднён.

## Вторая Воронежская губерния (1796—1928)

### История
12 декабря 1796 года при Павле I Воронежское наместничество преобразовано во вторую Воронежскую губернию.
В 1829 году крестьянин Бирюченского уезда Даниил Бокарев впервые в мире придумал способ получения масла из семян подсолнечника.
В 1838 начала издаваться газета «Воронежские губернские ведомости».
В 1865 было учреждено земство.
Осенью 1891 года — летом 1892 года территория второй Воронежской губернии стала частью основной зоны неурожая, вызванного засухой (см. Голод в России (1891—1892)).
После Октябрьской революции 1917 года вторая Воронежская губерния вошла в состав образованной в 1918 году Российской Социалистической Федеративной Советской Республики (РСФСР).
14 мая 1928 года вторая Воронежская губерния была упразднена, её территория, вместе с бывшими Курской, Орловской и Тамбовской губерниями, вошла в состав новообразованной Центрально-Чернозёмной области с центром в городе Воронеж.

### География
В XIX веке вторая Воронежская губерния располагалась в центре Европейской части России в верховьях реки Дон. Граничила на западе — с Орловской и Курской, на северо-востоке — с Тамбовской, на востоке — с Саратовской, на юге — с Харьковской губерниями и с областью Войска Донского на юго-востоке.
Площадь губернии составляла 66 580 км² в 1847 году, 65 892 км² — в 1905 году, 67 016 км² — в 1926 году.

### Административное деление
Согласно указу от 12 декабря 1796 года, из 16 уездов Воронежского наместничества, во вновь созданной второй Воронежской губернии осталось только 9 уездов: Бирюченский, Бобровский, Валуйский, Воронежский, Задонский, Землянский, Коротоякский, Нижнедевицкий и Павловский. Гваздынский уезд был упразднён, а Беловодский, Богучарский, Калитвянский, Купенский, Ливенский, Острогожский уезды в 1797 году были переданы в восстановленную Слободско-Украинскую губернию.
В 1802 году из Слободско-Украинской губернии в Воронежскую были возвращены Богучарский, Острогожский и Старобельский уезды, а из Саратовской губернии в Воронежскую был передан Новохопёрский уезд.

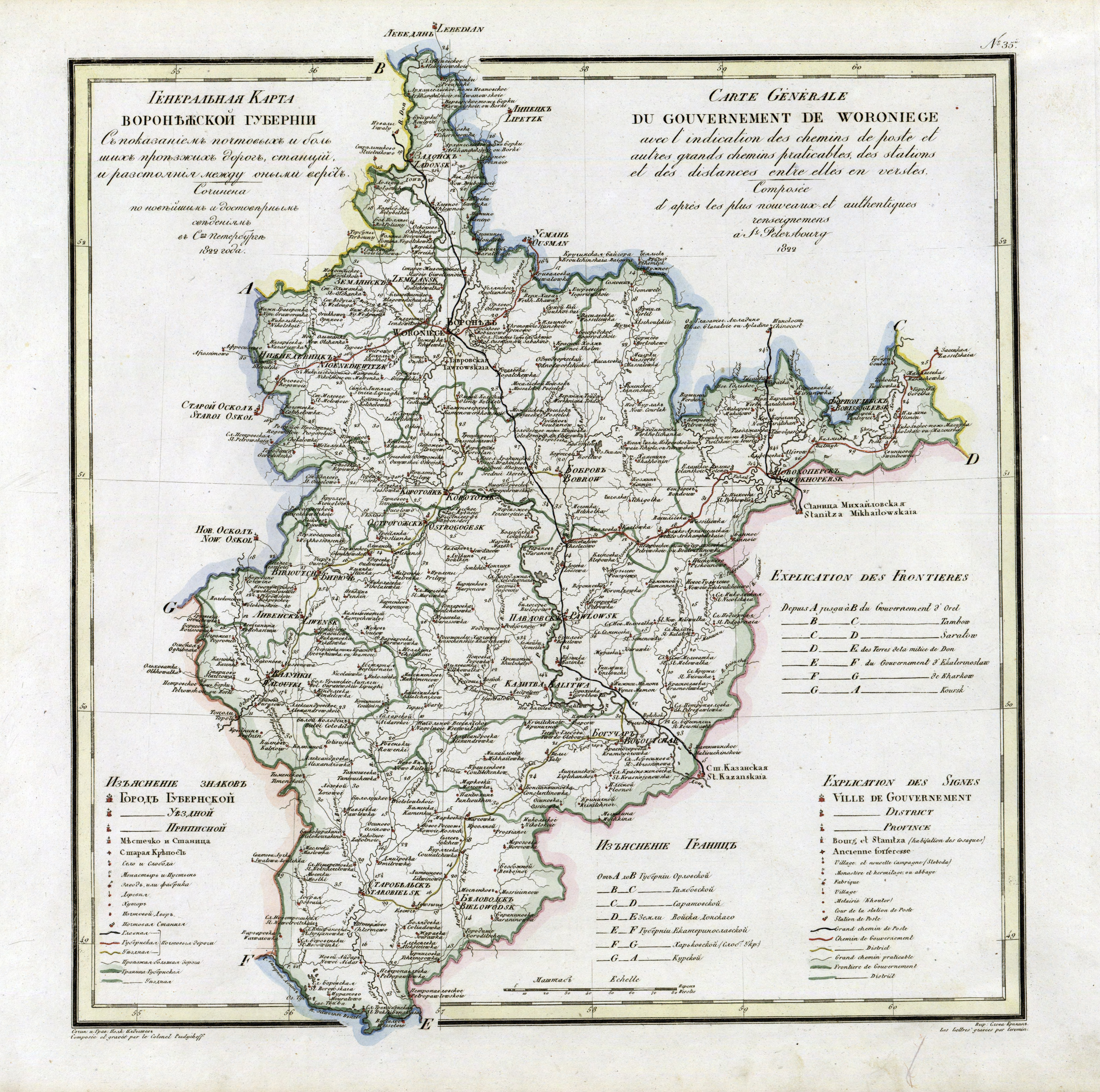
Карта второй Воронежской губернии (1821 год)

Бывшие города — уездные центры, утратившие во время этих преобразований свой статус вместе с одноимёнными уездами:
| № | Город            | Население (1897) | Вошёл в           | Герб |
| - | ---------------- | ---------------- | ----------------- | ---- |
| 1 | Гвазда (Гвоздёв) | 6319 чел.        | Павловский уезд   |      |
| 2 | Ливенск          | 1200 чел.        | Бирюченский уезд  |      |
| 3 | Старая Калитва   | 5 388 чел.       | Острогожский уезд |      |

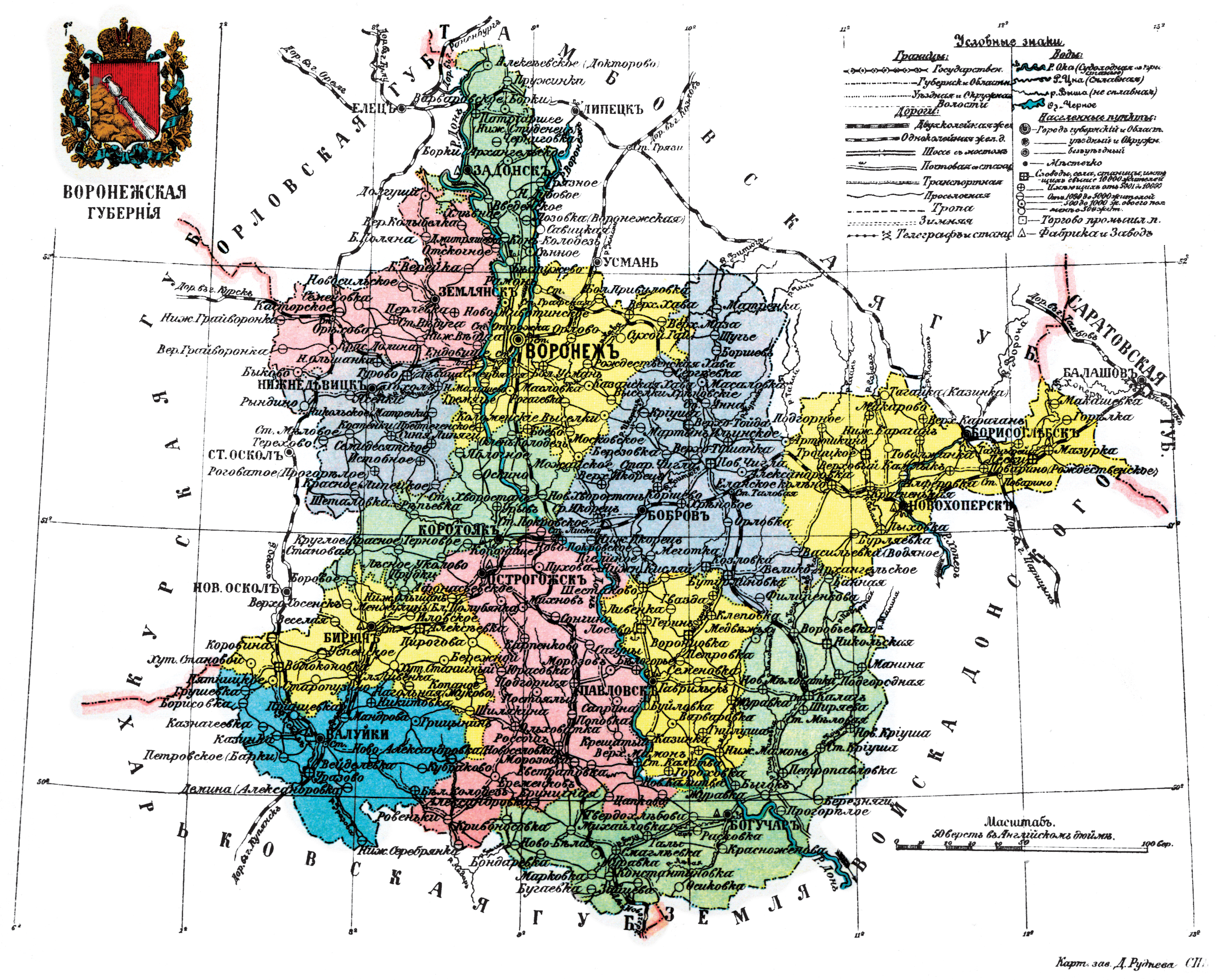
Административное деление второй Воронежской губернии (1824—1918 гг.)

В 1824 году Старобельский уезд был снова передан из Воронежской в Слободско-Украинскую губернию.

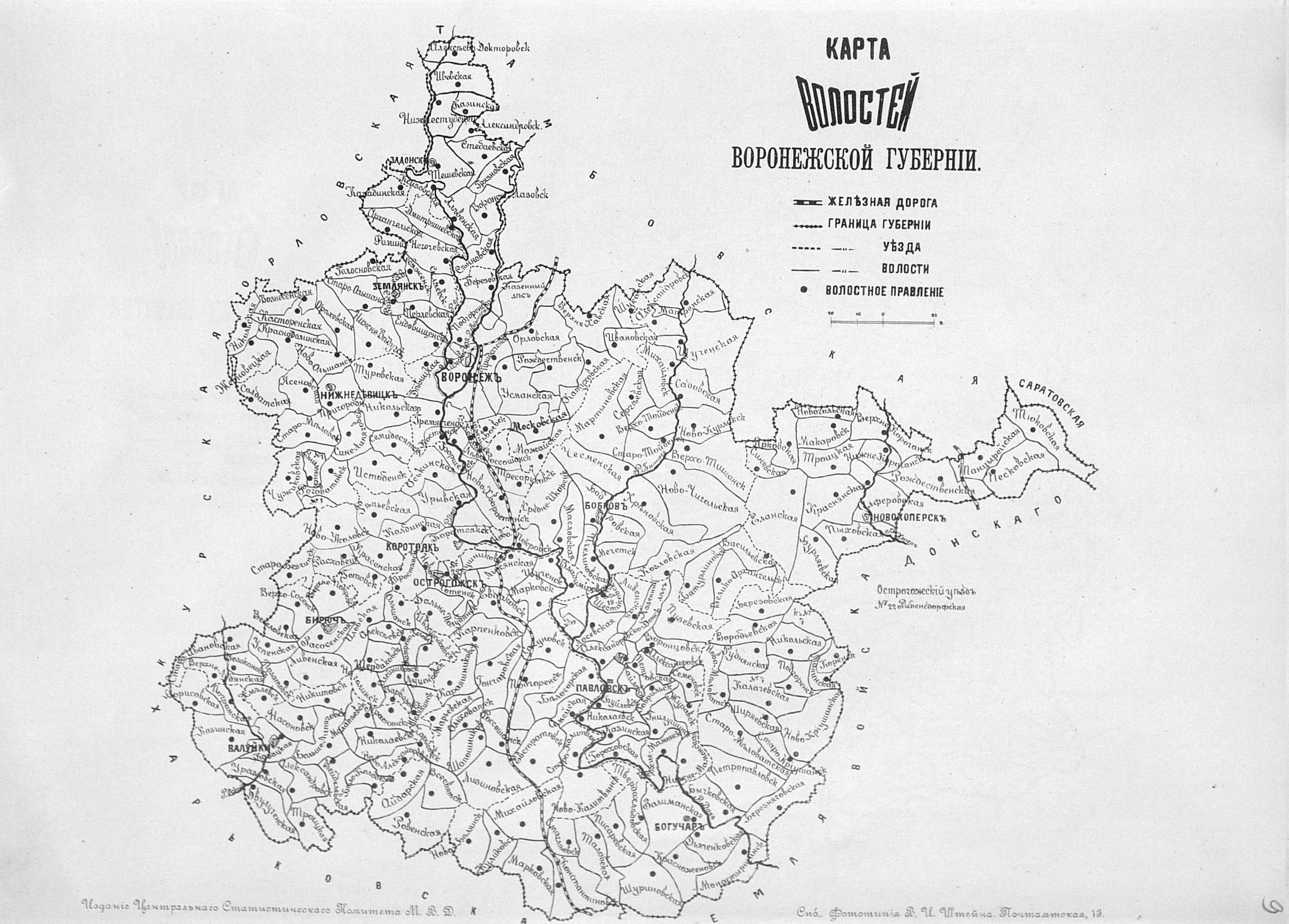
Волости второй Воронежской губернии в 1892 году

Таким образом, с 1824 по 1918 год в составе второй Воронежской губернии оставалось 12 уездов:
| № п/п | Уезд          | Уездный город            | Герб уездного города | Площадь, вёрст² | Население (1897), чел. |
| ----- | ------------- | ------------------------ | -------------------- | --------------- | ---------------------- |
| 1     | Бирюченский   | Бирюч (13 081 чел.)      |                      | 3866,2          | 200 668                |
| 2     | Бобровский    | Бобров (3 884 чел.)      |                      | 8159,7          | 286 745                |
| 3     | Богучарский   | Богучар (6 636 чел.)     |                      | 8498,5          | 309 965                |
| 4     | Валуйский     | Валуйки (6 698 чел.)     |                      | 4074,8          | 188 113                |
| 5     | Воронежский   | Воронеж (80 599 чел.)    |                      | 4642,0          | 273 832                |
| 6     | Задонский     | Задонск (7 507 чел.)     |                      | 2109,4          | 123 184                |
| 7     | Землянский    | Землянск (5 333 чел.)    |                      | 3780,7          | 200 736                |
| 8     | Коротоякский  | Коротояк (9 355 чел.)    |                      | 3268,1          | 157 189                |
| 9     | Нижнедевицкий | Нижнедевицк (2 409 чел.) |                      | 3288,4          | 167 183                |
| 10    | Новохопёрский | Новохоперск (5 945 чел.) |                      | 5418,7          | 192 436                |
| 11    | Острогожский  | Острогожск (20 983 чел.) |                      | 7100,4          | 273 837                |
| 12    | Павловский    | Павловск (7 202 чел.)    |                      | 3694,4          | 157 365                |

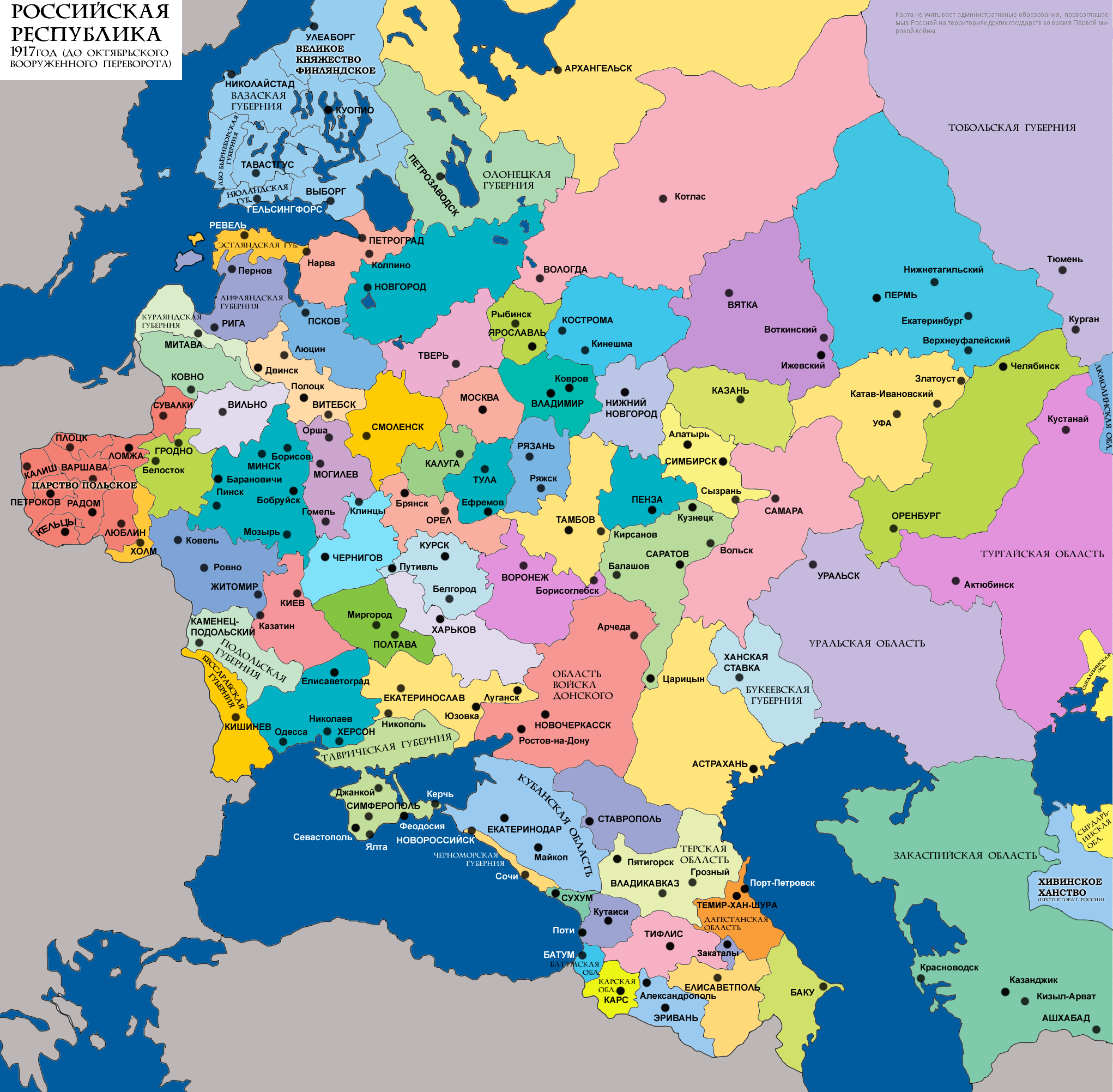
Вторая Воронежская губерния (розовая в центре) в середине 1917 года

После 1917 года Декретом Совета Народных Комиссаров «О порядке изменения границ губернских, уездных и прочих» от 27 января 1918 г. местным Советам рабочих, крестьянских и солдатских депутатов предоставлялась полная самостоятельность в решении вопросов изменения границ, разделения областей, губерний, уездов и волостей на части, образования новых административных или экономических единиц. В 1918 году из 22 волостей Богучарского уезда был образован Калачеевский уезд. 1 апреля 1918 года Бирюченский уезд был переименован в Алексеевский.
4 января 1923 года были упразднены Алексеевский, Землянский и Коротоякский уезды, образован Россошанский уезд, Усманский уезд передан в состав второй Воронежской губернии из Тамбовской. Декретом ВЦИК «Об административном делении Воронежской губернии» от 4 января 1923 г. были утверждены 12 уездов: Бобровский, Богучарский, Валуйский, Воронежский, Задонский, Калачеевский, Новохоперский, Нижнедевицкий, Острогожский, Павловский, Россошанский, Усманский.
12 мая 1924 года были упразднены Задонский, Калачеевский и Павловский уезды. В связи с укрупнением в 1924 г. волостей их количество в уездах второй Воронежской губернии сократилось с 214 до 92.
Таким образом в 1926 году в состав второй Воронежской губернии входило 9 уездов:
| № | Уезд          | Центр          | Площадь, км² | Население (1926), чел. |
| - | ------------- | -------------- | ------------ | ---------------------- |
| 1 | Бобровский    | г. Бобров      | 8238         | 353 858                |
| 2 | Богучарский   | г. Богучар     | 8685         | 328 498                |
| 3 | Валуйский     | г. Валуйки     | 5717         | 291 503                |
| 4 | Воронежский   | г. Воронеж     | 9322         | 648 819                |
| 5 | Нижнедевицкий | г. Нижнедевицк | 5668         | 305 568                |
| 6 | Новохопёрский | г. Новохоперск | 6117         | 264 620                |
| 7 | Острогожский  | г. Острогожск  | 8412         | 426 235                |
| 8 | Россошанский  | г. Россошь     | 8059         | 326 277                |
| 9 | Усманский     | г. Усмань      | 6798         | 362 645                |

### Символика

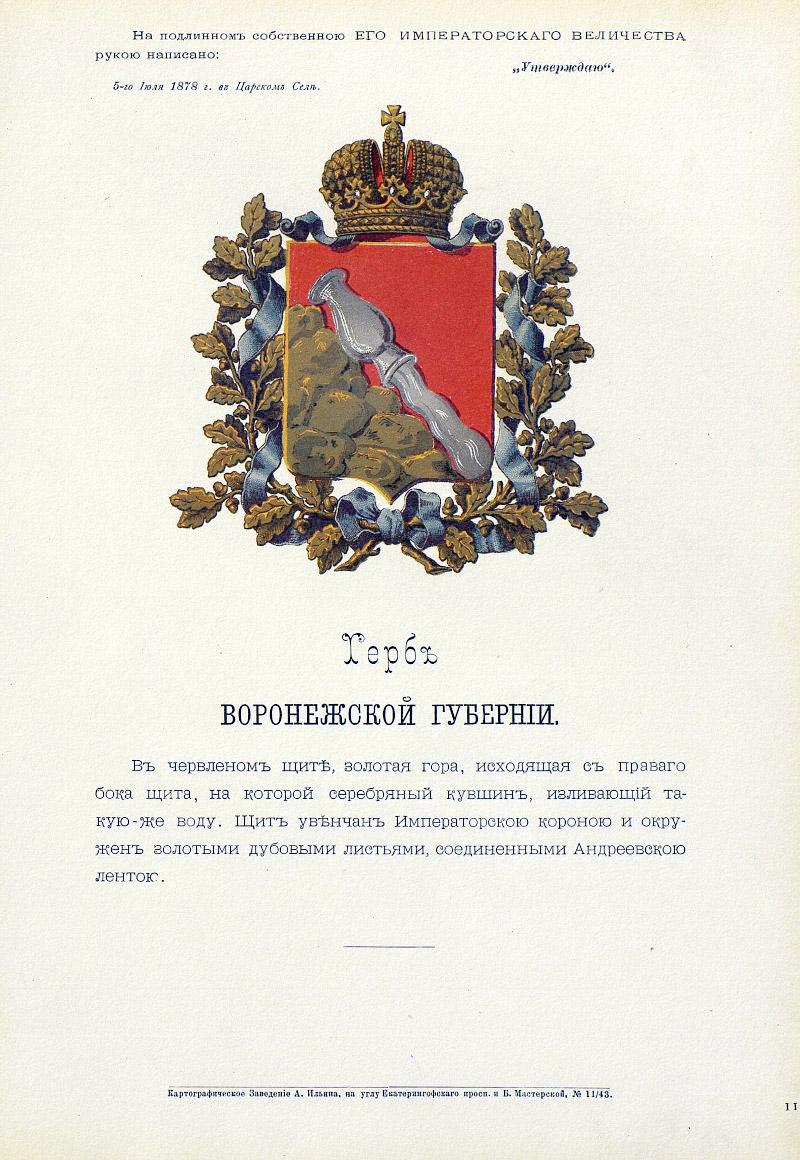
Герб губернии c оф.описанием, утверждённый Александром II (1878)

Герб второй Воронежской губернии был высочайше утверждён 5 июля 1878 года (закон № 58684). Официальное описание герба:

«В червлёном щите, золотая гора, исходящая с правого бока щита, на которой серебряный кувшин, изливающий такую же воду. Щит увенчан Императорскою короною и окружён золотыми дубовыми листьями, соединёнными Андреевскою лентою».

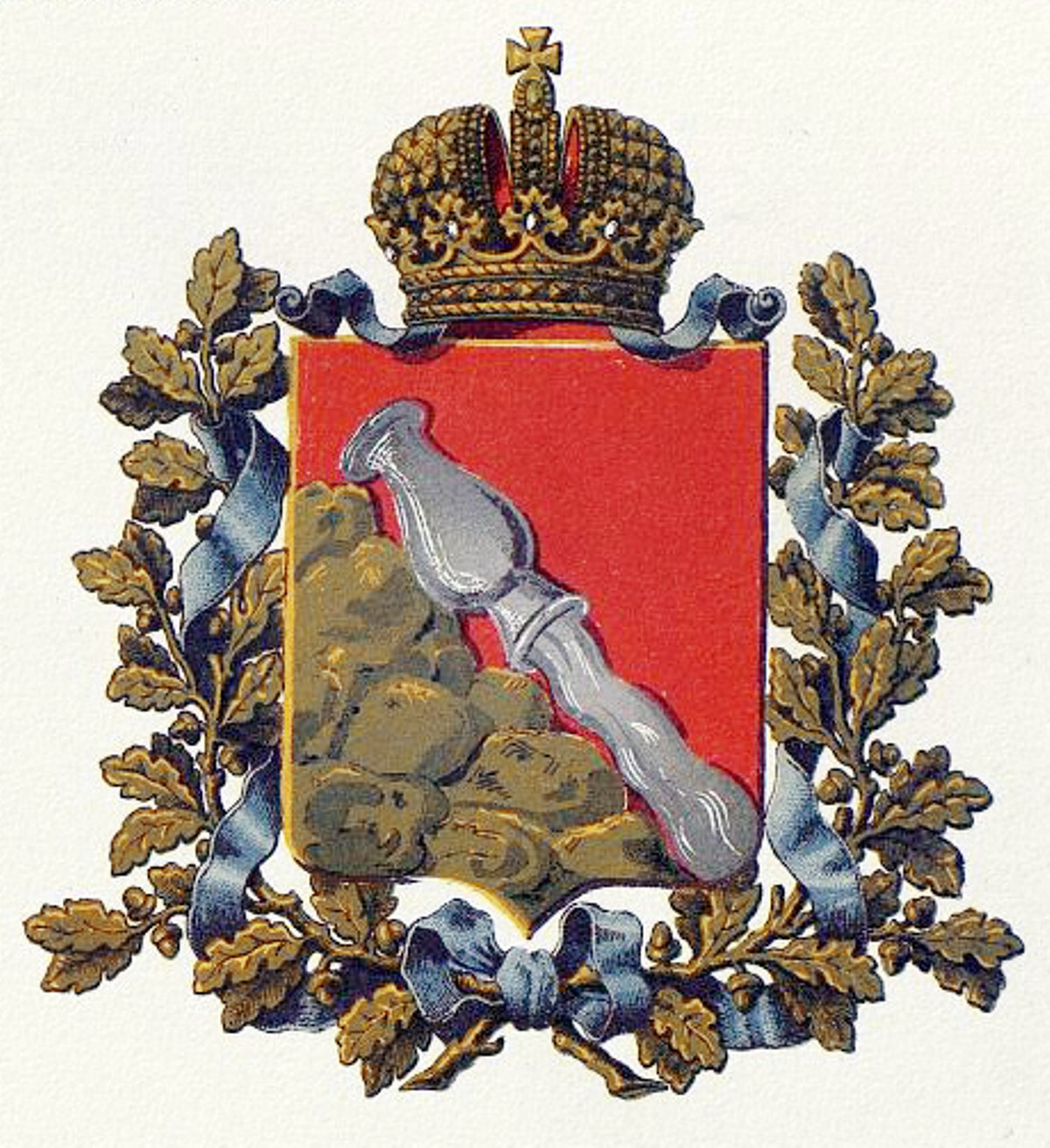
Герб губернии (изд. МВД, 1880)

### Население
Численность:
| Год  | Население, чел. | В том числе городское, чел. |
| ---- | --------------- | --------------------------- |
| 1847 | 1 658 704       |                             |
| 1897 | 2 531 253       | 169 632                     |
| 1905 | 3 023 600       |                             |
| 1926 | 3 308 023       | 268 934                     |

Национальный состав в 1897 году:
| Уезд             | великороссы (русские) | малороссы (украинцы) |
| ---------------- | --------------------- | -------------------- |
| Губерния в целом | 63,3 %                | 36,2 %               |
| Бирюченский      | 29,2 %                | 70,2 %               |
| Бобровский       | 83,2 %                | 16,5 %               |
| Богучарский      | 17,8 %                | 81,8 %               |
| Валуйский        | 48,6 %                | 51,1 %               |
| Воронежский      | 98,3 %                | …                    |
| Задонский        | 99,9 %                | …                    |
| Землянский       | 96,2 %                | 3,7 %                |
| Коротоякский     | 83,8 %                | 16,1 %               |
| Нижнедевицкий    | 98,9 %                | 1,1 %                |
| Новохопёрский    | 84,6 %                | 15,2 %               |
| Острогожский     | 8,4 %                 | 90,3 %               |
| Павловский       | 57,8 %                | 42,0 %               |

| Год  | Численность | Численность   |
| ---- | ----------- | ------------- |
| 1897 | 2 531 253   | [ 12 ]        |
| 1915 | 3 687 000   | [ 13 ]        |
| 1926 | 3 308 023   | [ 14 ] [ 15 ] |
| 1928 | 3 380 800   | [ 1 ]         |

## Дворянские роды

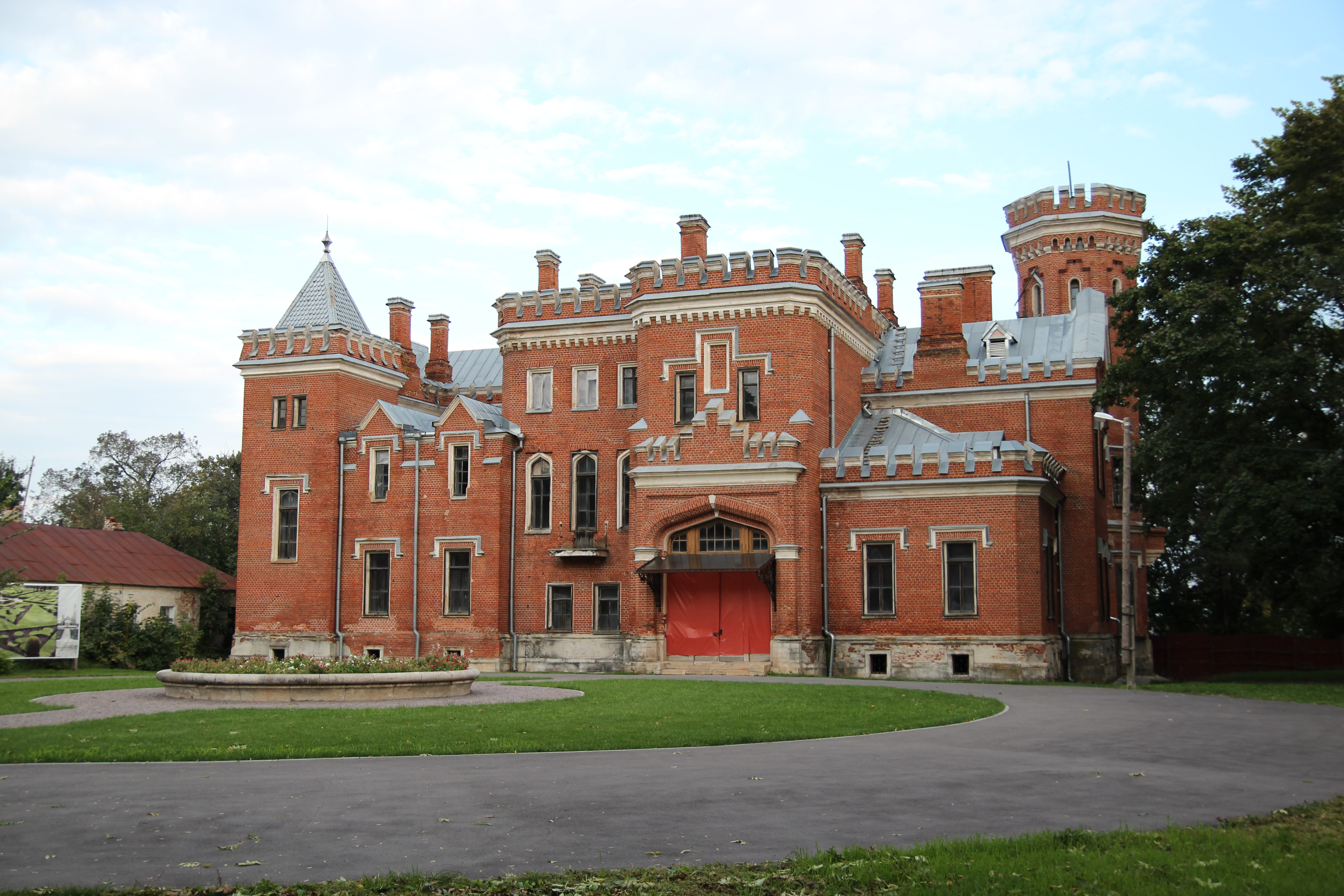
Замок принцессы Ольденбургской

- Иевские
- Кареевы
- Скрябины

## Руководство губернии (1725—1779 и 1796—1928) и наместничества (1779—1796)

### Генерал-губернаторы
| Ф. И. О.                     | Титул, чин, звание                                                   | Время замещения должности |
| ---------------------------- | -------------------------------------------------------------------- | ------------------------- |
| Апраксин Фёдор Матвеевич     | граф, генерал-адмирал                                                | 02.1710—20.05.1719        |
| Щербинин Евдоким Алексеевич  | генерал-поручик                                                      | 1779—16.02.1782           |
| Чертков Василий Алексеевич   | генерал-поручик                                                      | 16.02.1782—13.04.1793     |
| Вакансия                     |                                                                      | 1793—1796                 |
| Леванидов Андрей Яковлевич   | генерал-поручик                                                      | 13.03.1796—12.12.1796     |
| Балашов Александр Дмитриевич | генерал-адъютант, генерал-лейтенант (с 1823 — генерал от инфантерии) | 04.11.1819—10.04.1828     |

### Представители наместничества
| Ф. И. О.                | Титул, чин, звание                              | Время замещения должности |
| ----------------------- | ----------------------------------------------- | ------------------------- |
| Потапов Иван Алексеевич | генерал-поручик                                 | 07.1775—03.04.1791        |
| Хорват Осип Иванович    | генерал-майор                                   | 06.03.1792—28.06.1794     |
| Новиков Иван Васильевич | генерал-майор, действительный статский советник | 28.01.1796—27.10.1797     |

### Губернаторы
| Ф. И. О.                         | Титул, чин, звание                                                              | Время замещения должности |
| -------------------------------- | ------------------------------------------------------------------------------- | ------------------------- |
| Измайлов Пётр Васильевич         | бригадир                                                                        | 19.02.1721—03.1725        |
| Чернышев Григорий Петрович       | граф, генерал-аншеф                                                             | 03.1725—12.08.1726        |
| Лихарев Иван Михайлович          | генерал-лейтенант                                                               | 20.12.1726—11.09.1727     |
| Измайлов Иван Петрович           | генерал-майор                                                                   | 11.09.1727—14.02.1728     |
| Мякинин Алексей Антонович        | генерал-майор                                                                   | 03.12.1734—25.08.1735     |
| Урусов Григорий Алексеевич       | князь, генерал-лейтенант                                                        | 02.03.1740—17.09.1741     |
| Гурьев Василий Михайлович        | действительный статский советник                                                | 09.10.1741—02.1744        |
| Пушкин Алексей Михайлович        | действительный статский советник                                                | 05.08.1747—23.08.1760     |
| Жилин Фёдор Яковлевич            | действительный статский советник                                                | 18.07.1761—27.02.1763     |
| Лачинов Александр Петрович       | генерал-поручик                                                                 | 07.04.1764—04.1766        |
| Маслов Алексей Михайлович        | генерал-поручик                                                                 | 04.1766—25.02.1773        |
| Шетнев Николай Лаврентьевич      | генерал-поручик                                                                 | 19.03.1773—07.1775        |
| Сонцов Александр Борисович       | действительный статский советник                                                | 28.10.1797—20.10.1800     |
| Пушкин Фёдор Алексеевич          | тайный советник                                                                 | 17.11.1800—02.02.1805     |
| Сонцов Александр Борисович       | тайный советник                                                                 | 31.07.1805—21.02.1811     |
| Штер Матвей Петрович             | действительный статский советник                                                | 11.03.1811—22.10.1812     |
| Бравин Михаил Иванович           | действительный статский советник                                                | 22.10.1812—18.05.1817     |
| Дубенский Николай Порфирьевич    | статский советник                                                               | 07.1817—09.01.1819        |
| Снурчевский Алексей Иванович     | действительный статский советник                                                | 22.03.1819—26.02.1820     |
| Сонцов Пётр Александрович        | действительный статский советник                                                | 26.02.1820—17.02.1824     |
| Кривцов Николай Иванович         | статский советник                                                               | 26.02.1824—12.09.1826     |
| Адеркас Борис Антонович          | действительный статский советник                                                | 12.09.1826—28.01.1830     |
| Бегичев Дмитрий Никитич          | статский советник                                                               | 28.01.1830—16.07.1836     |
| Лодыгин Николай Иванович         | генерал-майор                                                                   | 16.07.1836—01.02.1841     |
| Молоствов Владимир Порфирьевич   | генерал-майор                                                                   | 03.03.1841—15.04.1841     |
| Ховен Христофор Христофорович    | барон, генерал-майор                                                            | 15.04.1841—18.12.1846     |
| Лангель Николай Андреевич        | генерал-майор                                                                   | 18.12.1846—10.04.1853     |
| Долгоруков Юрий Алексеевич       | князь, в звании камергера, действительный статский советник                     | 11.04.1853—06.01.1857     |
| Синельников Николай Петрович     | генерал-майор                                                                   | 18.01.1857—03.08.1859     |
| Толстой Дмитрий Николаевич       | граф, действительный статский советник                                          | 09.1859—11.04.1861        |
| Чертков Михаил Иванович          | Свита Его Величества, генерал-майор                                             | 12.04.1861—08.01.1864     |
| Трубецкой Владимир Александрович | князь, в звании камергера, статский советник (действительный статский советник) | 17.01.1864—19.03.1871     |
| Кованько Дмитрий Фёдорович       | действительный статский советник                                                | 19.03.1871—22.06.1874     |
| Оболенский Михаил Александрович  | князь, камергер, действительный статский советник (тайный советник)             | 29.11.1874—31.08.1878     |
| Богданович Алексей Васильевич    | действительный статский советник (тайный советник)                              | 23.10.1878—19.04.1890     |
| Куровский Евгений Александрович  | действительный статский советник (тайный советник)                              | 19.04.1890—20.12.1894     |
| Коленко Владимир Захарович       | в звании камергера, действительный статский советник                            | 20.12.1894—24.07.1898     |
| Слепцов Павел Александрович      | в звании камергера, действительный статский советник                            | 27.07.1898—30.12.1902     |
| Андреевский Сергей Сергеевич     | статский советник (действительный статский советник), и. д.                     | 30.12.1902—13.01.1906     |
| Бибиков Михаил Михайлович        | действительный статский советник                                                | 13.01.1906—14.03.1909     |
| Голиков Сергей Иванович          | статский советник (действительный статский советник)                            | 10.04.1909—03.02.1914     |
| Петкевич Георгий Болеславович    | статский советник, и. д.                                                        | 03.02.1914—30.10.1915     |
| Ершов Михаил Дмитриевич          | действительный статский советник                                                | 13.12.1915—06.03.1917     |

### Губернские предводители дворянства
| Ф. И. О.                            | Титул, чин, звание                                                     | Время замещения должности |
| ----------------------------------- | ---------------------------------------------------------------------- | ------------------------- |
| Тевяшов Степан Иванович             | полковник                                                              | 1782                      |
| Веневитинов Пётр Анкиндинович       | секунд-майор                                                           | 1783                      |
| Маслов Михаил Алексеевич            | секунд-майор                                                           | 1785—1787                 |
| Сибилев Иван Филиппович             | бригадир                                                               | 1787—1788                 |
| Титов Александр Петрович            | капитан                                                                | 1789—1791                 |
| Аленин Никанор Михайлович           | коллежский асессор                                                     | 1792—1794                 |
| Бедряга Николай Васильевич          | секунд-майор                                                           | 1795—1798                 |
| Чертков Дмитрий Васильевич          | действительный статский советник                                       | 1798—1822                 |
| Чарыков Алексей Андреевич           | полковник                                                              | 1822—1824                 |
| Никулин Семён Андреевич             | действительный статский советник                                       | 10.01.1825—1832           |
| Тулинов Василий Васильевич          | действительный статский советник                                       | 1832—21.01.1843           |
| Шишкин Николай Андреевич            |                                                                        | 21.01.1843—1844           |
| Тулинов Николай Иванович            | действительный статский советник                                       | 01.1844—08.10.1849        |
| Лазарев-Станищев Иван Александрович | штабс-капитан                                                          | 08.10.1849—19.03.1850     |
| Сонцов Пётр Александрович           | тайный советник                                                        | 19.03.1850—29.05.1850     |
| Прибытков Феоктист Иванович         | коллежский советник                                                    | 29.05.1850—28.02.1853     |
| Гагарин Иван Васильевич             | князь, действительный статский советник                                | 28.02.1853—06.03.1859     |
| Сомов Афанасий Николаевич           | в звании камергера, тайный советник                                    | 06.03.1859—31.03.1868     |
| Супрунов                            | надворный советник, и. д.                                              | 31.03.1868—05.10.1868     |
| Шидловский Илиодор Иванович         | в звании камер-юнкера, тайный советник                                 | 05.10.1868—13.04.1875     |
| Панютин Павел Фёдорович             | действительный статский советник                                       | 16.10.1875—04.02.1883     |
| Звегинцов Николай Александрович     | действительный статский советник                                       | 04.02.1883—20.12.1888     |
| Веневитинов Михаил Алексеевич       | в должности гофмейстера, действительный статский советник              | 12.01.1889—05.01.1895     |
| Сомов Сергей Михайлович             | в звании камергера, статский советник                                  | 05.01.1895—28.09.1898     |
| Шидловский Николай Илиодорович      | в звании камергера, действительный статский советник (тайный советник) | 28.09.1898—05.03.1904     |
| Алехин Александр Иванович           | коллежский советник (действительный статский советник)                 | 05.03.1904—1917           |

### Вице-губернаторы
| Ф. И. О.                          | Титул, чин, звание                                                       | Время замещения должности |
| --------------------------------- | ------------------------------------------------------------------------ | ------------------------- |
| Колычёв Степан Андреевич          | капитан                                                                  | 1713—1721                 |
| Стрекалов Иван Васильевич         | полковник                                                                | 1727—1728                 |
| Пашков Егор Иванович              | бригадир                                                                 | 1728—1734                 |
| Лукин Александр Денисьевич        | бригадир                                                                 | 1735—1739                 |
| Пересекин Пётр Филиппович         | полковник                                                                | 16.12.1739—1744           |
| Хрипунов Иван Васильевич          | бригадир                                                                 | 15.03.1744—1746           |
| Кропоткин Алексей Михайлович      | князь                                                                    | 1746—1747                 |
| Бибиков Богдан Александрович      | флота лейтенант                                                          | 1748—1755                 |
| Кошелев Иван Родионович           | действительный статский советник                                         | 1756—11.05.1761           |
| Спичинский Никита Фёдорович       | статский советник                                                        | 1763—18.04.1764           |
| Шеншин Матвей Алексеевич          | гвардии секунд-майор, 1-й товарищ губернатора                            | 1765—1766                 |
| Полонский Иван Васильевич         | коллежский советник, 2-й товарищ губернатора                             | 22.04.1764—1766           |
| Муромцев Сильвестр Васильевич     | надворный советник, 1-й товарищ губернатора                              | 1772—1778                 |
| Попов Никита Иванович             | надворный советник, 2-й товарищ губернатора                              | 1769—1778                 |
| Попов Никита Иванович             | надворный советник, 1-й товарищ губернатора                              | 1778—1779                 |
| Ярцов Филипп Иванович             | бригадир, 2-й товарищ губернатора                                        | 1778—1779                 |
| Ярцов Филипп Иванович             | бригадир, 1-й товарищ губернатора                                        | 1779                      |
| Марин Никифор Михайлович          | полковник, 2-й товарищ губернатора                                       | 1779                      |
| Ярцов Филипп Иванович             | бригадир, генерал-майор                                                  | 1779—1793                 |
| Сонцов Александр Борисович        | статский советник                                                        | 11.1793—28.10.1797        |
| Марин Никифор Михайлович          | действительный статский советник                                         | 02.11.1797—21.12.1798     |
| Ухтомский Роман Иванович          | князь, действительный статский советник                                  | 01.01.1799—24.07.1802     |
| Кологривов Лука Семёнович         | статский советник                                                        | 24.07.1802—18.11.1810     |
| Крыжановский Антон Константинович | статский советник                                                        | 17.12.1810—05.1815        |
| Сонцов Пётр Александрович         | статский советник                                                        | 14.05.1815—30.08.1816     |
| Магницкий Михаил Леонтьевич       | действительный статский советник                                         | 30.08.1816—14.06.1817     |
| Сонцов Пётр Александрович         | статский советник                                                        | 31.08.1817—26.02.1820     |
| Тимофеев                          |                                                                          | 26.02.1820—10.03.1820     |
| Темиров Павел Львович             | статский советник                                                        | 10.04.1820—23.04.1822     |
| Дирин Иван Александрович          | действительный статский советник                                         | 23.04.1822—09.05.1824     |
| Крузе Мартин Леонтьевич           | статский советник                                                        | 09.05.1824—13.03.1825     |
| Рубашевский Иван Иванович         | статский советник                                                        | 13.03.1825—11.04.1831     |
| Смирной Николай Фёдорович         | действительный статский советник                                         | 11.04.1831—08.02.1835     |
| Мишковский Александр Яковлевич    | коллежский советник                                                      | 08.02.1835—01.1838        |
| Алферов Матвей Степанович         | коллежский советник                                                      | 01.02.1838—24.10.1839     |
| Прибытков Михаил Александрович    | статский советник                                                        | 24.10.1839—25.01.1842     |
| Басов Иисус Петрович              | коллежский советник                                                      | 25.01.1842—04.1847        |
| Батурин Дмитрий Иванович          | коллежский советник                                                      | 28.05.1847—03.02.1854     |
| Окунев Илларион Александрович     | действительный статский советник                                         | 03.02.1854—12.06.1858     |
| Оголин Александр Степанович       | статский советник                                                        | 12.06.1858—13.04.1860     |
| Калиновский Николай Иванович      | действительный статский советник                                         | 13.04.1860—25.04.1869     |
| Шевич Иван Егорович               | в звании камер-юнкера (действительный статский советник)                 | 02.05.1869—10.12.1871     |
| Левшин Владимир Дмитриевич        | действительный статский советник                                         | 01.01.1872—02.07.1876     |
| Звегинцов Иван Александрович      | статский советник                                                        | 02.07.1876—23.11.1879     |
| Карнович Борис Гаврилович         | в звании камергера, статский советник (действительный статский советник) | 07.12.1879—01.11.1889     |
| Голицын Сергей Александрович      | князь, в звании камер-юнкера, статский советник                          | 23.11.1889—01.07.1890     |
| Позняк Дмитрий Михайлович         | в звании камер-юнкера, статский советник                                 | 01.07.1890—1893           |
| Медем Оттон Людвигович            | граф, в звании камер-юнкера, статский советник                           | 19.05.1893—30.07.1896     |
| Чернов Александр Макарович        | коллежский советник                                                      | 25.08.1896—13.12.1899     |
| Хвостов Алексей Алексеевич        | статский советник                                                        | 06.03.1900—25.01.1903     |
| Чижов Сергей Аполлонович          | коллежский советник                                                      | 01.02.1903—04.05.1906     |
| Кох Николай Николаевич            | подполковник                                                             | 04.05.1906—02.08.1906     |
| Шидловский Константин Михайлович  | коллежский советник                                                      | 19.08.1906—19.09.1907     |
| Апраксин Пётр Николаевич          | граф, надворный советник (коллежский советник)                           | 19.09.1907—02.05.1911     |
| Лавриновский Николай Николаевич   | надворный советник (коллежский советник)                                 | 23.05.1911—27.08.1912     |
| Шидловский Сергей Алексеевич      | действительный статский советник                                         | 27.08.1912—19.11.1914     |
| Козлов Алексей Васильевич         | статский советник                                                        | 29.11.1914—26.10.1915     |
| Штейн Владимир Николаевич         |                                                                          | 26.10.1915—06.03.1917     |